# Іванова (Аромашевський район)
Іва́нова (рос. Иванова) — присілок у складі Аромашевського району Тюменської області, Росія.
Населення — 21 особа (2010, 35 у 2002).
Національний склад станом на 2002 рік:
- росіяни — 88 %